# Makrá (Cyclades)
Makrá (grec moderne : Μακρά) est une île grecque des Cyclades à l'est de Santorin, à l'extrême sud-est de l'archipel. Sa superficie est de 0,51 km2 et ne compte aucun habitant en 2011. Administrativement, Makrá dépend du dème d'Anáfi, du district régional de Thíra et de la périphérie d'Égée-Méridionale,.
Makrá est situé à environ 4,7 milles marins (environ 8,7 kilomètres) au sud-est d'Anáfi et à environ 1,9 milles marins (environ 3,5 kilomètres) à l'est de Pachiá. L'île a une altitude maximale de 103 mètres.
Makrá est considérée comme étant la même île que l'antique Melántioi Pétrai (grec ancien : Μελάντιοι Πέτραι), cependant le Barrington Atlas of the Greek and Roman World la place sur le site de Pachiá.